# Ото Хайнрих фон Шварценберг
Ото Хайнрих фон Шварценберг (на немски: Otto Heinrich von Schwarzenberg; Ott-Heinrich von Schwarzenberg; * 15 ноември 1535; † 11 август 1590, Мюнхен) е граф и господар на Шварценберг, господар на Хоенландсберг, Рандек и Винцер.

## Живот
Той е син на фрайхер Кристоф I фон Шварценберг (1488 – 1538) и втората му съпруга Схоластика Нотхафт фон Вернберг (1509 – 1589), дъщеря на Каспар Нотхафт фон Вернберг († 1520) и Барбара фон Валдбург (* 1469). Внук е на фрайхер Йохан фон Шварценберг (1463 – 1528) и съпругата му графиня Кунигунда фон Ринек (1469 – 1502). Полубрат е на фрайхер Вилхелм († 11 януари 1552), Себастиан († 2 септември 1558) и Ханс Кристоф († 1 юни 1548).
Ото Хайнрих фон Шварценберг става граф на 21 май 1566 г. Той умира на 11 август 1590 г. в Мюнхен на 54 години и е погребан в Мюнхен.

## Фамилия
Първи брак: на 10 ноември 1555 г. в Мюнхен с Елизабет фон Бухберг/Пухберг (* 1537; † 29 септември 1570), дъщеря на Якоб фон Бухберг и Сибила фон Паулсдорф. Тя умира на 33 години. Те имат четири деца:
- Сибила фон Шварценберг (* 12 юли 1557; † 1586), омъжена на 11 ноември 1577 г. в Бисинген за фрайхер Конрад XI фон Бемелберг „Млади“ (* 1552; † 1618)
- Волфганг Якоб фон Шварценберг-Хоенландсберг (* 25 септември 1560; † 20 май 1618), граф на Шварценберг-Хоенландсберг, женен на 9 февруари 1587 г. в Аугсбург за графиня Анна Сибила Фугер-Кирхберг (* 10 април 1569; † 16 ноември 1634, Вюрцбург)
- Якоба фон Шварценберг (*/† 13 май 1564)
- син фон Шварценберг (*/† 28 март 1566)

Втори брак: на 23 април 1571 г. с Катарина фон Фрундсберг (* 1530; † 27 април 1582), вдовица на Хайнрих фон Валдбург-Волфег-Цайл (* 1527; † 24 септември 1562), дъщеря на фрайхер Каспар фон Фрундсберг-Минделхайм (1501 – 1536) и Маргарета фон Фирмиан († сл. 1548). Те имат една дъщеря:
- Мария фон Шварценберг (* 15 септември 1572; † 5 декември 1622, Аугсбург), омъжена на 11 март 1589 г. в Аугсбург за Кристоф Фугер фон Кирхберг-Вайсенхорн, господар на Гльот, Микхаузен, Щетенфелс-Матзис (* 11 ноември 1566; † 29 декември 1615)

Трети брак: на 28 ноември 1582 г. в Мюнхен с Жаклина де Нойшател (* 1563; † 16 февруари 1622), дъщеря на Клод II де Нойшател барон де Горгие († 1590) и графиня Урсула фон Фюрстенберг († 1611), дъщеря на граф Фридрих III фон Фюрстенберг (1496 – 1559). Бракът е бездетен.